# Môngua
Môngua é uma vila e comuna angolana, do município de Cuanhama, que se localiza na província do Cunene.